# Holsbeek Lentetripel
Holsbeek Lentetripel is een Belgisch bier. Het wordt gebrouwen door Brouwerij De Vlier te Holsbeek.
Holsbeek Lentetripel (oorspronkelijk Holsbeek Lente Trippel, nadien Holsbeek Lente Tripel) is een blond tripel seizoensbier (lentebier) met een alcoholpercentage van 8%. Het is een driegranenbier op basis van gerst, tarwe en haver. Jaarlijks wordt van Holsbeek Lentetripel slechts 1000 liter gebrouwen. Daarvan gaat 800 liter op flessen van 75 cl en de rest gaat op vaten.
Het bier wordt vermeld bij de Vlaams-Brabantse streekproducten.